# بخش مرکزی شهرستان جاسک
بخش مرکزی، یکی از بخش‌های شهرستان جاسک در استان هرمزگان ایران است. مرکز این بخش، شهر بندر جاسک است.

## تقسیمات کشوری
- بخش مرکزی شهرستان جاسک
  - دهستان جاسک
  - دهستان کنگان
  - دهستان گابریک

شهر: بندر جاسک

## جمعیت
بر پایه سرشماری عمومی نفوس و مسکن در سال ۱۳۹۵، جمعیت بخش مرکزی شهرستان جاسک برابر با ۳۹٬۲۲۴ نفر بوده‌است.